# Haplochromis melanopus
Haplochromis melanopus är en fiskart som beskrevs av Regan 1922. Haplochromis melanopus ingår i släktet Haplochromis och familjen Cichlidae. IUCN kategoriserar arten globalt som otillräckligt studerad. Inga underarter finns listade i Catalogue of Life.